# Christina Angel
Christina Angel (Dayton, Ohio; 1 de agosto de 1971) es una ex actriz pornográfica estadounidense.

## Biografía
Christina Angel, nombre artístico de Jill Christina Mardis, nació en el estado norteamericano de Ohio, en el seno de una familia mormona en agosto de 1971. Su padre trabajaba en la Fuerza Aérea de los Estados Unidos, lo que lo llevó a cambiar de hogar con frecuencia. Comenzó a trabajar como bailarina erótica y como modelo para revistas para adultos. Hizo su debut como actriz pornográfica en 1993, a los 22 años, cuando se trasladó a California.
Como actriz, ha trabajado para estudios como Evil Angel, Elegant Angel, Red Board Video, Forbidden Films, VCA Pictures, Adam & Eve, New Machine, Moonlight, Wicked Pictures, Legend, Metro, Bizarre, Vivid o Anabolic, entre otros.
En 1995 destacó en los Premios AVN, por la película Dog Walker, que le valió los galardones a Mejor escena de sexo chico/chica y a Mejor Tease Performance, así como la nominación a Mejor actriz.
En el año 1997 grabó sus primeras escenas de sexo anal y doble penetración en las películas Raw Sex y Raw Sex 4, respectivamente.
Se retiró como actriz en 2004, habiendo aparecido en un total de 126 películas. Christina, que tocaba el piano desde los cinco años, y se había graduado en el Instituto Musical de Tecnología de Hollywood, desarrolló una carrera posterior como DJ, trabajando para la emisora local de San Diego KIOZ FM, así como para el podcast digital Pure Rock KNAC.
Algunas películas suyas eran Angel Baby, Backstage Pass, California Blonde, Depraved Fantasies 6, Femania 2, Garden Party, Intrigue, Live Sex, Night Train, Posession, Raunch 10, Sex Kitten, Tuggin' Time o Wall to Wall.

## Premios y nominaciones
| Año  | Ceremonia   | Resultado | Premio                           | Trabajo                  |
| ---- | ----------- | --------- | -------------------------------- | ------------------------ |
| 1995 | Premios AVN | Nominada  | Mejor actriz                     | Dog Walker (en película) |
| 1995 | Premios AVN | Ganadora  | Mejor escena de sexo chico/chica | Dog Walker (en película) |
| 1995 | Premios AVN | Ganadora  | Mejor Tease Performance          | Dog Walker               |